# مظلوم‌نمایی
مظلوم‌نمایی بازی کردنِ نقشِ یک قربانی و یک استراتژی برای مقابله با دیدگاهِ دیگران یا جلبِ توجهِ دیگران است. قربانی‌نمایی به دلایلِ گوناگونی همچون برای توجیهِ سوء استفاده از دیگران یا تغییرِ دیدگاهِ دیگران انجام می‌شود.